# みんなのうた (ミドリカワ書房のアルバム)
『みんなのうた』は、ミドリカワ書房の1枚目のフルアルバム。『みんなのうた+α』についても本項にて併記する。

## 概要
- ミドリカワ書房初の公式音源。翌年に「みんなのうた+α」としてメジャーで再リリースされたのに伴い、現在は廃盤となっている。
- 翌年にリアレンジ曲・未発表新曲と、茂木淳一によるナレーショントラックを追加収録した「みんなのうた+α」をメジャーリリース。初回限定盤はDVD付。すぐに完売し、次作「みんなのうた2」発売時にアンコールプレスが行われたが、こちらもすぐに完売となった。

## 収録曲

### みんなのうた
1. 顔 (4:10)
（作詞・作曲：緑川伸一　編曲：山下隆通）
テーマは整形手術。次作「みんなのうた2」に続編とも言える曲「心」が収録されている。
2. 笑って俺について来い (2:56)
（作詞・作曲：緑川伸一　編曲：山下隆通）
共働きがテーマ。
3. だまって俺がついて行く (2:34)
（作詞・作曲：緑川伸一　編曲：山下隆通）
テーマは働かずに妻に依存しているヒモ状態の主夫。
4. それぞれに真実がある (3:18)
（作詞・作曲：緑川伸一　編曲：松浦晃久）
テーマは離婚。父親目線から描いている。後にリアレンジされシングルカット。
5. 馬鹿兄弟 (6:44)
（作詞・作曲：緑川伸一　編曲：伊藤ミキオ）
弟の失踪がテーマ。なお、これは実話であり、ミドリカワ書房自身の弟を歌った歌である。
6. 保健室の先生 (4:23)
（作詞・作曲：緑川伸一　編曲：山下隆通）
面食いで男と触れあうのが生き甲斐の養護教諭の歌。
7. 雄と雌の日々 (3:55)
（作詞・作曲：緑川伸一　編曲：伊藤ミキオ）
中絶がテーマ。
8. ユミコ（2015年以降はココミ） (2:47)
（作詞・作曲：緑川伸一　編曲：山下隆通）
カップルの喧嘩がテーマ。ちなみに曲名は「遊び人といえば」という理由で釈由美子からとられた。
2015年、曲名を「ユミコ」から「ココミ」へ改ためる。これはミドリカワが成瀬心美の大ファンであるということから名づけられたものであり、
成瀬との対談トークにて初披露された。ミドリカワ曰く一生曲名を戻すつもりはないとのこと。
9. 居るんだ (4:26)
（作詞・作曲：緑川伸一　編曲：松浦晃久）
別れた彼女に未練がある男の歌。
10. チューをしよう (3:46)
（作詞・作曲：緑川伸一　編曲：山下隆通）
キスがテーマ。

### みんなのうた+α
奇数トラックは、茂木淳一によるナレーション。
1. 〜乙女の1024色〜 (0:29)
2. 顔2005 (4:10)
インディーズ盤収録曲の、ホーンセクションを導入したリアレンジバージョン。
3. 〜温かいキヌカツギ〜 (0:42)
4. 笑って俺について来い (2:56)
5. 〜サムシング・フレッシュ〜 (0:34)
6. だまって俺がついて行く (2:34)
7. 〜Takanori Makes 朝帰り〜 (2:20)
8. それぞれに真実がある (3:18)
9. 〜同級生フォーエバ（“万引き is 窃盗”チューン）〜 (1:26)
10. 馬鹿兄弟 (6:44)
11. 〜深い夜に割り増す〜 (1:00)
12. 保健室の先生 (4:23)
13. 〜花粉からにょきにょき〜 (1:44)
14. 雄と雌の日々 (3:55)
15. 〜多摩濡らす低気圧〜 (0:42)
16. ユミコ (2:47)
17. 〜茂木淳一のしらばっくれ大名～P.N.カミキリムシ〜 (1:48)
18. 居るんだ (4:26)
19. 〜NRH国際カンファレンス〜 (1:38)
20. チューをしよう (3:46)
21. 〜シャイニーボーイDX〜 (1:25)
22. 真っ赤な太陽 (3:37)
（作詞・作曲：緑川伸一　編曲：山下隆通）
新曲。海へのデートがテーマ。
23. 〜なまはげプロジェクト〜 (1:32)
24. 私には星が見える (4:40)
（作詞・作曲：緑川伸一　編曲：山下隆通）
新曲。未亡人がテーマ。

#### 初回限定盤DVD
ビデオクリップ集
1. オープニング
2. 顔2005
3. 居るんだ
4. それぞれに真実がある
5. 雄と雌の日々
6. 保健室の先生
7. 笑って俺について来い
8. だまって俺がついて行く
9. ユミコ
10. チューをしよう
11. 馬鹿兄弟